# Vieux-Viel

Vieux-Viel este o comună în departamentul Ille-et-Vilaine, Franța. În 1 ianuarie 2022 avea o populație de 328 de locuitori.